# Fumaggine

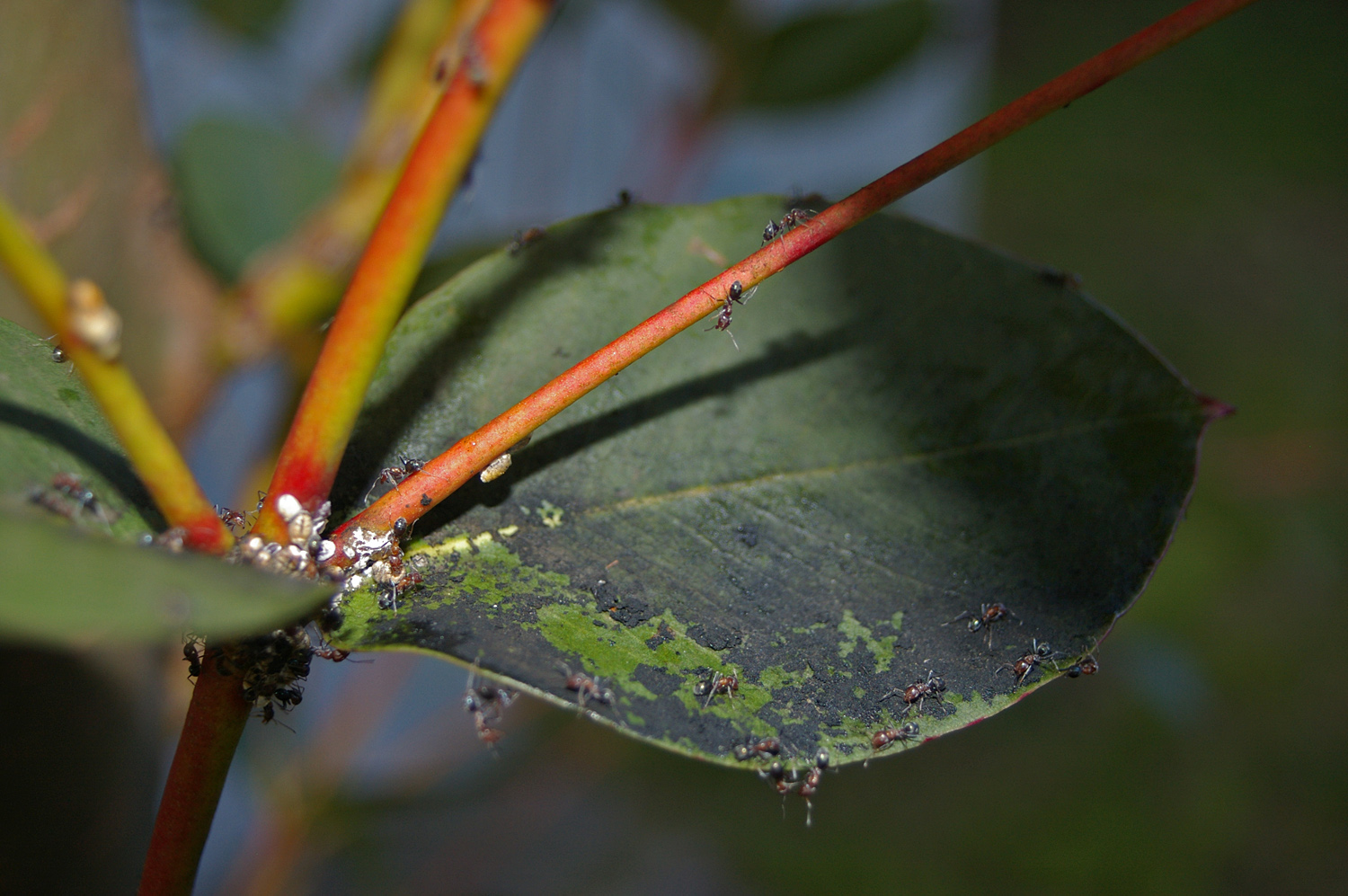
Foglia attaccata da cocciniglie con sviluppo di fumaggine.

La fumaggine è una patologia delle piante causata dallo sviluppo di funghi saprofiti su substrati glucidici presenti sulla superficie dei vegetali.

## Eziologia e sintomatologia
Agenti eziologici della fumaggine sono diverse specie fungine appartenenti a vari generi:  Capnodium, Cladosporium, Antennariella, Alternaria, Torula, Aureobasidium, ecc. Questi funghi, essendo saprofiti, non intrattengono alcun rapporto trofico con la pianta, che rappresenta solo il supporto su cui si sviluppano. Il substrato alimentare è la melata prodotta da Rincoti Omotteri, come Afidi, Aleirodidi, Cocciniglie, Fulgoroidei, ecc.
Si presenta inizialmente come un feltro di colore nerastro, sempre più fitto, costituito dal micelio che si sviluppa sugli organi vegetali (foglie, germogli, frutti) imbrattati dalla melata. Successivamente il feltro ispessisce e diventa crostoso. La copertura feltrosa è piuttosto resistente: non viene dilavata dall'acqua, mentre si rimuove con una certa difficoltà con lo sfregamento e l'applicazione di detergenti.

## Danni
La fumaggine non provoca danni diretti alle piante: rimuovendo il micelio si può constatare che i tessuti sottostanti non mostrano alterazioni, a meno che non siano prodotte dai fitomizi infestanti. I danni sono comunque non trascurabili perché si ripercuotono sulla produzione in termini sia quantitativi sia qualitativi.
I danni di tipo qualitativo consistono del deprezzamento merceologico del prodotto, in quanto i consumatori sono generalmente propensi a rifiutare i prodotti imbrattati dalla fumaggine. La fumaggine infatti altera la percezione visiva, generando avversione, e sporca le mani al tatto; a questi effetti si possono aggiungere quelli della melata, sostanza che rende la superficie vischiosa. Va detto che questi danni sono puramente estetici, in quanto il prodotto si presenta integro dopo il lavaggio. Le operazioni di pulitura e confezionamento effettuate nelle centrali ortofrutticole rimuovono questi inconvenienti, tuttavia la presenza della fumaggine implica un maggior onere che si ripercuote sul costo di trasformazione.
Decisamente più gravi sono i danni di tipo quantitativo: la copertura feltrosa è opaca e impedisce perciò la cattura della luce da parte delle foglie e, occludendo gli stomi, rallenta gli scambi gassosi con l'aria. Tutto ciò si ripercuote sull'efficienza fotosintetica della pianta e, quindi, in uno sviluppo stentato e una decurtazione della resa. Questo danno si sovrappone a quelli causati dall'attività trofica dei fitomizi infestanti (sottrazione di linfa, alterazioni cromatiche ed istologiche, necrosi, disseccamenti, deformazioni, trasmissione di virus e altri fitopatogeni, perciò è difficile stimare l'effettiva incidenza dei danni causati dalla fumaggine. La letteratura concorda comunque nell'attribuire a questi funghi un ruolo non trascurabile nel concorrere a determinare il deperimento delle piante infestate.

## Fattori predisponenti
Condizione necessaria affinché si sviluppi la fumaggine è la presenza di abbondanti emissioni di melata. La pianta è perciò attaccata da insetti dell'ordine dei Rincoti con abitudini gregarie. La fumaggine si sviluppa perciò con una certa frequenza a seguito di attacchi da parte di afidi, cocciniglie (eccetto i Diaspini), mosche bianche, psille e alcune specie di Auchenorrinchi, in particolare la Metcalfa pruinosa.
Condizione ambientale favorevole è l'alto tasso di umidità relativa, perciò lo sviluppo della fumaggine è favorito da una vegetazione fitta e poco illuminata: in queste condizioni, infatti, la ventilazione all'interno della vegetazione è ostacolata, favorendo i ristagni di umidità.

## Difesa
Lo sviluppo della fumaggine può essere facilmente arrestato con un trattamento anticrittogamico a base di rame (ossicloruri di rame e poltiglia bordolese). Efficace è anche il lavaggio delle foglie con prodotti detergenti, consigliato ad esempio per la rimozione della fumaggine dalle piante di appartamento. Questi trattamenti hanno tuttavia un effetto temporaneo e si rivelano perciò inefficaci se non si rimuovono le cause che predispongono all'insediamento della fumaggine. Una difesa razionale richiede perciò la preventiva eliminazione degli insetti fitomizi che infestano le piante e un'adeguata potatura di sfoltimento finalizzata a facilitare l'aerazione all'interno della vegetazione. Solo dopo aver rimosso queste cause si può eventualmente intervenire con un trattamento risolutivo nei confronti della fumaggine.